# Кеюць
Кеюць, Кеюці (рум. Căiuți) — село у повіті Бакеу в Румунії. Входить до складу комуни Кеюць.
Село розташоване на відстані 204 км на північ від Бухареста, 43 км на південь від Бакеу, 119 км на південний захід від Ясс, 119 км на північний захід від Галаца, 117 км на північний схід від Брашова.

## Населення
За даними перепису населення 2002 року у селі проживали 1726 осіб.
Національний склад населення села:
| Національність | Кількість осіб | Відсоток |
| -------------- | -------------- | -------- |
| румуни         | 1636           | 94,8%    |
| цигани         | 90             | 5,2%     |

Рідною мовою назвали:
| Мова      | Кількість осіб | Відсоток |
| --------- | -------------- | -------- |
| румунську | 1636           | 94,8%    |
| циганську | 90             | 5,2%     |